# Алёша Попович и Тугарин Змей
«Алёша Попо́вич и Туга́рин Змей» — российский полнометражный анимационный фильм студии «Мельница» и первый мультфильм франшизы «Три богатыря».
Премьера мультфильма в России состоялась 23 декабря 2004 года.
4 февраля 2005 года по мотивам мультфильма была выпущена одноимённая компьютерная игра, разработанная «PIPE Studio» и изданная «1C».
5 марта 2022 года было объявлено, что мультфильм будет выпущен в повторный прокат в России.
Также была выпущена аудиосказка от «МОСТ-В», где Михаил Черняк читает текст и диалоги.

## Сюжет
В древнем русском городе Ростове у попа в семье родился сын, его назвали Алёшей, а по его отцу — Поповичем. Когда он стал постарше, во время развлечений стал попадать в неприятные ситуации: то во время кулачного боя всех перебьёт и его поймают, то бросив меч, случайно отрубит хвост корове, то стреляя в яблоко, расположенное на голове возлюбленной, случайно попадает в бросившуюся её спасать бабулю. За это он был прозван «непутёвым».
Однажды к Ростову подступает вражеская орда тугар во главе с Тугарином Змеем и требует, чтобы жители города выплатили дань золотом. Алёша Попович начинает толкать речь об освобождении от захватчиков и со своим дядькой Тихоном предлагает план: спрятать золото в пещере, которая находится в Баюн-горе, и подождать, пока басурманы зайдут туда, а затем завалить выход огромным камнем, подождать, пока они ослабнут от голода, и забрать золото назад. Жители одобряют его. План проваливается: скинутый камень укатывается от пещеры и разрушает весь Ростов, целым остаётся только храм. Кочевники беспрепятственно уходят с золотом, а Алёше и Тихону за это строго достаётся. Богатырь не намерен с этим мириться и решает один отправиться на поиски золота, но Тихон отправляется вслед за ним. Также по следам Алёши идут Любава, её ослик Моисей и бабуля.
По пути Тихон встречает цыган, которые оставляют его в нижнем белье, подсунув ему не очень симпатичного коня с завязанным ртом. Вскоре Тихон находит Алёшу, и вместе они вытаскивают кляп. Животное оказывается говорящим. Его зовут Гай Юлий Цезарь (сам назвал себя так «в честь великого римского полководца и императора»), для друзей просто — Юлий. Тут же они встречают Любаву, Моисея и бабулю, и все вместе отправляются на поиски золота.
Придя к глубокому каньону реки, они думают, как попасть на другой берег. Пока Юлий проводит физические расчёты, Алёша валит дерево, и все, кроме Тихона, переходят по нему. Тихон признаётся, что боится высоты, и ему советуют идти с закрытыми глазами. Переходя, он поскальзывается, падает и повисает на сучке на верёвке с крестом. Вскоре сучок обламывается и Тихон падает в реку, все сразу же бросаются его спасать и прыгают вниз.
Через некоторое время они доходят до домика на горе, и Юлий, рассуждая, кто должен пойти туда первым, приходит к выводу, что он, Алёша и Любава не могут погибнуть, потому что они главные герои, а Моисей, потому что тот ему нравится, соответственно отправиться должны оставшиеся — либо Тихон, либо бабуля. Чтобы разрешить спор, Алёша самовольно идёт в дом, и обнаруживает, что там никого нет. Ночью в дом приходит бывший богатырь Святогор, который рассказывает гостям, что недавно видел войско Тугарина с золотом, а также подсказывает им короткую дорогу до пещеры и дарит Алёше свой меч.
Путники снова отправляются в дорогу. Подойдя к пещере, все берутся за руки, чтобы не потеряться при походе, но неожиданно падают куда-то вниз. Алёша зажигает факел. В пещере лежит множество скелетов, и из-за этого Юлий начинает нервничать. Пещера сужается. Все пролезают, а Юлий застревает в самом конце, ему на голову падает очень маленький шлем (который он впоследствии отдаёт Алёше) и конь в панике оттуда выскакивает. Выйдя из пещеры, товарищи видят Ростов, а пещерой оказывается та самая, в которой Алёша и Тихон прятали золото. Они понимают, что именно здесь Святогор и видел тугар, когда они уезжали с золотом.
Расстроенный Алёша заваливает выход из пещеры найденным неподалёку камнем, но неожиданно бабуля замечает, что камень указательный. На нём написано: «Кто налево пойдёт, тот богатым будет», «Кто направо пойдёт, тот женатым будет», «Кто прямо пойдёт, тот смерть свою сыщет». Алёша, вернув камень на то перепутье, где нашёл его, решает пойти прямо. Однако Любава, которая хочет выйти замуж, ссорится с ним и вместе с бабулей уходит направо, а желающий разбогатеть Юлий — налево.
Некоторое время спустя Юлий находит говорящий Дуб, который предлагает ему сыграть, отгадывая числа. Юлий ставит подковы, а когда становится нечего ставить, Дуб предлагает поставить ему свою шкуру. Юлий проигрывает и дерево приказывает своим охранникам-живодёрам снять с Юлия шкуру, но тот сбегает. Тем временем Алёша и Любава понимают, что любят друг друга, и воссоединяются. Вскоре их находит и Юлий, и товарищи снова вместе отправляются на поиски Тугарина Змея, чтобы довести свою миссию до конца.
Вскоре герои находят лагерь басурман. Ночью, пока все спят, они проникают туда, прокрадываются в юрту Тугарина и уносят золото, при этом обнаружив, что ордынцы переплавили его в большой золотой шар. Алёша не может стерпеть, что они ведут себя как воры. Он будит весь лагерь и вызывает врагов на честный бой. Ему удаётся одолеть всю вражескую армию, хоть и с большим трудом, однако Тугарин Змей похищает Любаву и приказывает Алёше принести ему золото к старому дубу в обмен на девушку. Алёша, попросив Тихона и бабулю вернуть золото в Ростов, на Юлии едет спасать Любаву, однако старики решают оставить золото на сохранении у князя в Киеве, а сами идут на подмогу богатырю.
Тем временем Алёша и Юлий находят Тугарина Змея. Пока тот и подошедшие охранники дерева спорят, кому должен принадлежать Юлий, Алёша спасает Любаву, а затем вызывает на бой Тугарина и живодёров с фразой: «Я богатырь Ростовский, Алёша Попович, пришёл слово своё держать…». Каждый бился сам за себя. Живодёры повержены. Тугарин всё же побеждает Алёшу мощным ударом торнадо, но ситуацию спасают Тихон, бабуля и Моисей. Они делают из телеги подобие катапульты, и мощный удар по голове выводит Тугарина из строя.
Следом все отправляются в Киев, где Алёша оставляет связанного Тугарина в качестве подарка князю. Монарх возвращает ему лишь маленький золотой шарик, сказав, что остальное забрал себе как свою долю за хранение. Разгневанный Алёша начинает перерезать верёвки, связывающие Тугарина, и напуганный правитель возвращает остальное. Забрав своё золото, Алёша вместе с друзьями возвращается в Ростов. Шар, подобно камню вначале, падает с горы, но на этот раз мимо домов. Упав на церковь, он разлетается обратно на вещи, из которых был изготовлен. Жители Ростова думают, что всё золото вернулось к ним Божьим промыслом, а богатыря приветствуют словами «Непутёвый вернулся!». В последней сцене фильма выясняется, что летопись в начале фильма писал Моисей, и у него оказываются золотые подковы и золотые зубы.

## Персонажи
- Алёша Попович — ростовский богатырь, немного глуповат, но зато весел и честен. У Алёши есть невеста — юная красавица Любава, конь Юлий и дядька Тихон.
- Гай Юлий Цезарь — просто Юлий, фантастический конь Алёши Поповича, который умеет разговаривать. Родной город — Новгород. Там он прочёл много книг, а потому нарёк себя в честь римского полководца.
- Тихон — дядька (наставник) Алёши, заботливый и слегка ворчливый. В некоторых случаях находчив, но труслив. Любит Алёшу, как своего сына.
- Любава — 16-летняя девица, которая влюблена в Алёшу.
- Бабуля — бабушка Любавы. Ворчлива. Недолюбливает Алёшу и называет его «непутёвым».
- Тугарин Змей — злой, жадный полководец, командующий армией варваров монголо-татар.
- Моисей — ослик, который носит имя еврейского пророка. Домашний питомец Любавы и друг коня Юлия. Победил в бою Тугарина Змея.
- Князь Киевский — былинный князь, которого ошибочно отождествляют с князем Владимиром Красно Солнышко. Жадный, хитрый, при этом трусливый.
- Святогор — богатырь из былин, тут старый, больной и немощный, но по-своему мудрый. Служил начальником дружины. Имеет провалы в памяти.

## Роли озвучивали
| Актёр              | Роль                                                                                |
| ------------------ | ----------------------------------------------------------------------------------- |
| Олег Куликович     | Алёша Попович                                                                       |
| Дмитрий Высоцкий   | Конь Юлий                                                                           |
| Лия Медведева      | Любава                                                                              |
| Анатолий Петров    | Тихон / дуб / ростовчанин («А я не понял, это план такой?!») / один из тюрок        |
| Наталья Данилова   | бабуля Любавы                                                                       |
| Михаил Черняк      | Моисей / рассказчик                                                                 |
| Константин Бронзит | Тугарин Змей / живодёры / ростовчанин («Да на кол их посадить!») / Тихон («Давай!») |
| Сергей Маковецкий  | Князь Киевский                                                                      |
| Татьяна Иванова    | попадья / предводительница цыган                                                    |
| Елена Шульман      | Алёша в детстве / ростовчанки                                                       |
| Иван Краско        | Ростовский поп / Святогор                                                           |

## Съёмочная группа
| Режиссёр             | Константин Бронзит                                                      |
| Продюсеры            | Сергей Сельянов, Александр Боярский                                     |
| Авторы сценария      | Максим Свешников, Константин Бронзит, Илья Максимов, Александр Боярский |
| Сториборд            | Константин Бронзит, Илья Максимов                                       |
| Персонажи            | Людмила Стеблянко, Илья Максимов, Марина Михеева                        |
| Художник-постановщик | Ольга Овинникова                                                        |
| Композитор           | Валентин Васенков                                                       |
| Звукорежиссёр        | Владимир Голоунин                                                       |

## Издание
В 2005 году мультфильм был издан на VHS и DVD концерном «Союз» со звуковой системой Dolby Digital 2.1 и изображением PAL на видеокассете, а на DVD с субтитрами и главным меню со сценами из мультфильма (оно тоже было на VHS). После 2007 года он был издан (коллекционное издание) на DVD концерном «Мега-Видео». В январе 2011 года лицензионно издавался на DVD компанией «Мистерия звука».

## Трансляция
Телевизионная премьера мультфильма состоялась 8 января 2006 года на телеканале «НТВ». До новогодних праздников 2008 года на том же канале шли периодические повторы. С 2008 года по настоящее время мультфильм транслирует телеканал «РЕН ТВ». Иногда показы осуществлялись на «СТС» и других телеканалах.

## Награды
- февраль 2005 — X Открытый российский фестиваль анимационного кино в Суздале — особое упоминание жюри за заслуги продюсера Сергея Сельянова[9].
- 1 апреля 2005 — XII Фестиваль комедийного кино и юмора «Золотой Остап» — статуэтка «Великого комбинатора» лучшему полнометражному анимационному фильму[10].
- июль 2005 — Международный фестиваль анимационного кино «Anima Mundi» в Рио-де-Жанейро (Бразилия) — лучший полнометражный фильм[11].
- 2005 — Международный кинофестиваль в Сан-Паулу/Mostra (Бразилия) — гран-при[12].
- август 2005 — IX Всероссийский Фестиваль визуальных искусств в «Орлёнке» — 1 место конкурса анимации[13].
- октябрь 2005 — X Московский Международный фестиваль «Золотая рыбка» — приз жюри[14].
- 2005 — Международный кинофестиваль «Арт Амфора» (Болгария) — гран-при[12].
- ноябрь 2005 — IV Международный кинофестиваль в Буэнос-Айресе (Аргентина) (4th Int. Festival Nueva Mirado). Два главных приза за лучший анимационный фильм. Один — от независимого детского жюри, второй — от профессионального взрослого[12][15].

## Компьютерная игра
Через полтора месяца после выхода мультфильма вышла одноимённая компьютерная игра в жанре квест.